# Рохас, Висенте
Висенте Рохас (исп. Vicente Rojas), Висенте Хуан Рохас Салерно (исп. Vicente Juan Rojas Salermo) — кубинский музыкант.
Родился в 1951 году в Гибара, деревне на северном побережье в восточной части Кубы.

## Биография
В 12 лет он получил первые уроки скрипки и теории музыки в музыкальной школе в своем родном городе от учителя Хуан Педро Гомес Ангуло (исп. Pedro Gómez y Juan Angulo).
В 14 лет он был удостоен стипендии на обучение в Национальной школе искусств Cubanacan в Гаване, после прохождения строгого профессионального тестирования. Учился на скрипке и теории музыки. В это же время он написал свои первые песни и исполнял свои первые музыкальные произведения.
В 1970 г. Висенте начал свою профессиональную карьеру в качестве первой скрипки в одном из самых популярных кубинских оркестров Рив (исп. La Orquesta Revé), с которым он участвовал в национальных и международных турах, а также многочисленных выступлениях на радио, телевидении, карнавалах и т. д. Там же он выпустил первые свои композиции и аранжировки.
В 1973 году Висенте Рохас начал работать в качестве музыкального продюсера EGREM.
С 1975 стал участвовать в крупных национальных и международных конкурсах как в качестве члена жюри, так и в качестве аранжировщика и автора песен, которые были представлены на этик конкурсах.
В декабре 1994 года Висенте Рохас переехал в США и с тех пор живёт в Майами, где занимается выпуском музыкальной продукции в собственной студии звукозаписи, а так же продолжает выступать на радио и телевидении.

## Конкурсы и награды
- 1970 — участие с одной из своих песен в музыкальном творческом фестивале в Гаване.
- 1978 — участие в международном музыкальном фестивале «Золотой Орфей» в Болгарии.

## Дискография
- A Las 2 a.m… — Areito
- Una Vez Mas — Areito
- 1986 — Me Quede Con Ganas — Areito
- 1989 — Ilusiones — Areito LD-4533
- 2013 — Gracias A La Vida — Areito